# Hongkońskie Siły Powietrzne
Królewskie Pomocnicze Siły Powietrzne Hongkongu wypełniały głównie zadania patrolowe i policyjno-dyspozycyjne. Ich główną bazą był Kai Tak. Wyposażenie stanowiły: 1 samolot Pilatus Britten-Norman BN-2A Islander, 2 samoloty Beechcraft Super King Air wyposażone w radar kontroli przestrzeni powietrznej i urządzenia termowizyjne. Flotę Hongkongu uzupełniało 8 śmigłowców Sikorsky S-76, z których 3 pełniło funkcję ratowniczą, a 5 to śmigłowce wielozadaniowe. Do 1997 roku w Hongkongu stacjonowała 28. eskadra śmigłowców Westland Wessex HC2.